# Combat de Vannes (1791)
Pour le combat de 1793, voir Combat de Vannes (1793).
Chouannerie
Batailles
- 1er Vannes
- Fouesnant
- Scrignac
- Lannion
- Pontrieux
- Bourgneuf-la-Forêt
- Plumelec
- Savenay
- Loiré
- Ancenis
- 2e Vannes
- Pluméliau
- Pontivy
- 1er La Roche-Bernard
- 1er Rochefort-en-Terre
- Pacé
- Guérande
- Fleurigné
- Fougères
- Vitré
- Mané-Corohan
- Plabennec
- Saint-Pol-de-Léon
- Kerguidu
- Lamballe
- Saint-Perreux
- 2e Rochefort-en-Terre
- 2e La Roche-Bernard

La combat de Vannes se déroule le 13 février 1791 aux abords de Vannes dans le Morbihan et oppose des paysans insurgés soutenant le clergé réfractaire catholique aux patriotes de Vannes et de Lorient. Il s'agit du premier affrontement sanglant précurseur de la Chouannerie.

## Prélude
Dans les premiers jours de l'année 1791, l'annonce de la Constitution civile du clergé provoque le mécontentement de la population rurale des abords de Vannes. Les habitants de Theix font connaître les premiers leur opposition à l'exécution de cette loi qu'ils considèrent comme « contraire à leur foi ». Une vingtaine d'autres paroisses suit, notamment Sarzeau, Ploeren, Pluneret qui demandent au directoire du Morbihan à Vannes que cette loi ne soit pas appliquée. Pour l'historien Roger Dupuy, ces mesures anticléricales induisent également des retombées socio-culturelles et des pertes économiques locales.
La rumeur annonçant la destitution de Sébastien-Michel Amelot, évêque de Vannes et réfractaire atteint les campagnes et met le feu aux poudres. La paroisse de Molac s'insurge la première le 3 février, suivie quatre jours plus tard par les communes proches de Vannes. Le 5 février, 200 à 300 paysans, quelques Vannetais et des écoliers du collège Saint-Yves se rassemblent au Couvent des Carmes du Bondon, à l'ouest de la ville. Ils rédigent une pétition à l'intention du directoire, qui est remise par quinze délégués à l'hôtel du département, ils annoncent qu'ils reviendront dans quelques jours afin de connaître la réponse. D'après le district, ceux-ci réclament « la suppression du domaine congéable ; Que tous leurs prêtres ne soient point inquiétés pour le serment. Ils veulent les garder et les protéger ; ils veulent continuer à payer la dîme et que la levée et répartition s'en fassent par la paroisse ; Point d'assignat ».
Mais les administrateurs refusent d'expédier la pétition à Paris au motif que les pétitionnaires n'ont pas signés individuellement.
Le 7 février, 150 paysans déclarant représenter une vingtaine de paroisses apportent trois autres pétitions. Celles-ci sont rapportées à la Constituante, mais leurs lectures provoque les rires des députés qui en déduisent que l'adresse a été rédigée par des ecclésiastiques.
Le 9 février, des détachements de la garde nationale de Lorient entrent dans Vannes. Les jeunes patriotes lorientais veulent alors imposer la cocarde tricolore aux séminaristes et à l'évêque. Celui-ci prend la fuite mais revient le lendemain à la suite des excuses de la municipalité de Vannes. 

## Forces en présence
Le 13 février, la rumeur se répand que l'évêque a été menacé de mort. Le tocsin retentit à Sarzeau, Elven, Sulniac, Berric, Muzillac. Au moins 3 000 paysans armés de bâtons, de fourches et de faux marchent alors sur Vannes par les routes de Rennes et de Nantes avec l'intention de délivrer l'évêque et de rabattre l'arrogance des gardes nationaux. 
Mais à Vannes, les patriotes ont préparé leur défense. Ils ont pour forces la garde nationale de la ville, plus un contingent de celle de Lorient, venu en renfort le 9 février avec des dragons, ainsi qu'un certain nombre de soldats irlandais du Régiment de Walsh. Au total, ces forces rassemblent 1 300 hommes et quatre canons.

## Déroulement
Les patriotes gagnent la route de Rennes où ils rencontrent les paysans. Un détachement de dragons se porte en éclaireur, mais recule après avoir essuyé des coups de feu qui blessent quatre cavaliers. Les hommes à pied reçoivent aussitôt l'ordre de tirer. Inférieurs en nombre mais bien mieux armés, les soldats mettent en déroute les insurgés et les fuyards sont sabrés par les cavaliers lorientais. 

## Pertes
Pour l'historien Roger Dupuy, le bilan du combat est de quatre patriotes blessés, contre quatre morts et 29 prisonniers pour les révoltés. François Cadic donne quant à lui un bilan de 13 tués et 31 prisonniers, dont 16 blessés, du côté des insurgés .

## Conséquences
La défaite des paysans ramène un temps le calme dans les campagnes. Cependant l'évêque Amelot ne se sent plus en sécurité à Vannes et quitte la ville le lendemain du combat pour se réfugier dans sa maison de Kerango, à Plumergat.